# Treize étrange
Treize étrange est un éditeur de bande dessinée indépendante.

## Historique
La maison d'édition est créée en tant qu'association en 1994 par Frédéric Mangé. Depuis 2008, elle est intégrée au groupe Glénat depuis 2008 après être passée quelques années par Milan Presse,.

## Publications
Parmi les auteurs publiés par cet éditeur, on peut noter Patrick Mallet, Jean-Philippe Peyraud, Nicolas Pothier, Christian Cailleaux, Nicolas Juncker et Pascal Jousselin.